# Kastamonu
Kastamonu ist die Hauptstadt der gleichnamigen Provinz im Norden der Türkei und zugleich Zentrum des zentralen Landkreis (Merkez). Die Stadt liegt im Tal des Gökırmak, eines Nebenflusses des Kızılırmak.

## Geographie

### Lage
Kastamonu liegt auf 800 Metern Höhe im weiten Tal des Flusses Karaçomak Deresi zwischen teilweise bewaldeten Hügeln, die einen Übergang bilden zwischen den steileren Bergzügen (Küre Dağları) an der Schwarzmeerküste im Norden und dem Gebirgskamm der Ilgaz Dağları im Süden. Beide sind Teil des Pontischen Gebirges. Auf den die Stadt im Süden umgebenden Hügeln gedeihen hohe Kiefernwälder. Südlich der Stadt befindet sich die Karaçomak-Talsperre.
Die Fernstraße D 765 durchquert die Stadt in Nord-Süd-Richtung vom knapp 100 Kilometer entfernten İnebolu am Schwarzen Meer und führt weiter nach Ankara. Die Industriestadt Karabük befindet sich 115 Kilometer westlich und wird über die Straße D 030 erreicht.
Die Gegend ist bekannt für die Verarbeitung von Tabak, die Produktion von Zigarettenpapier und von Holzmöbeln.

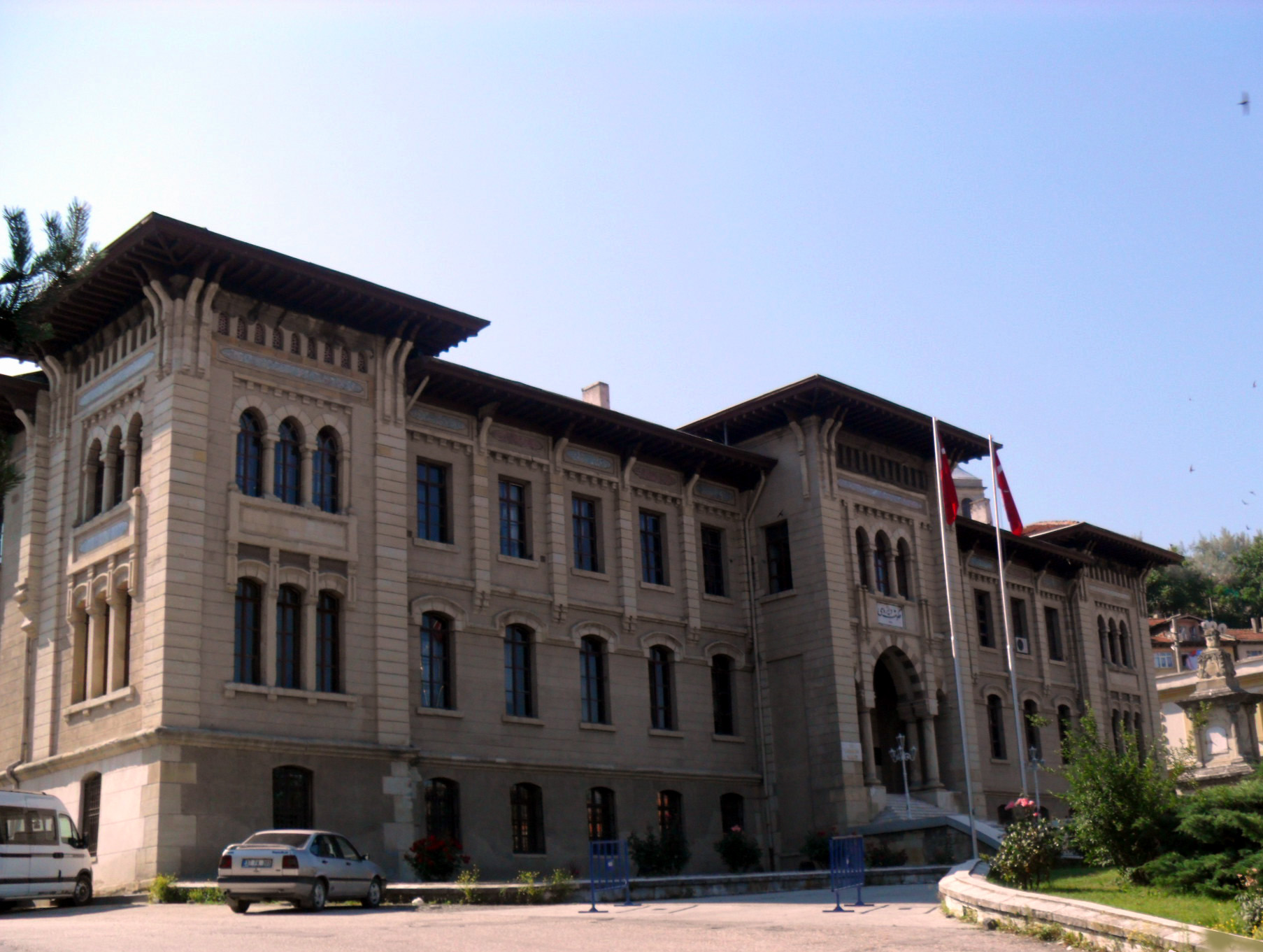
Ehemaliger Gouverneurssitz von 1910

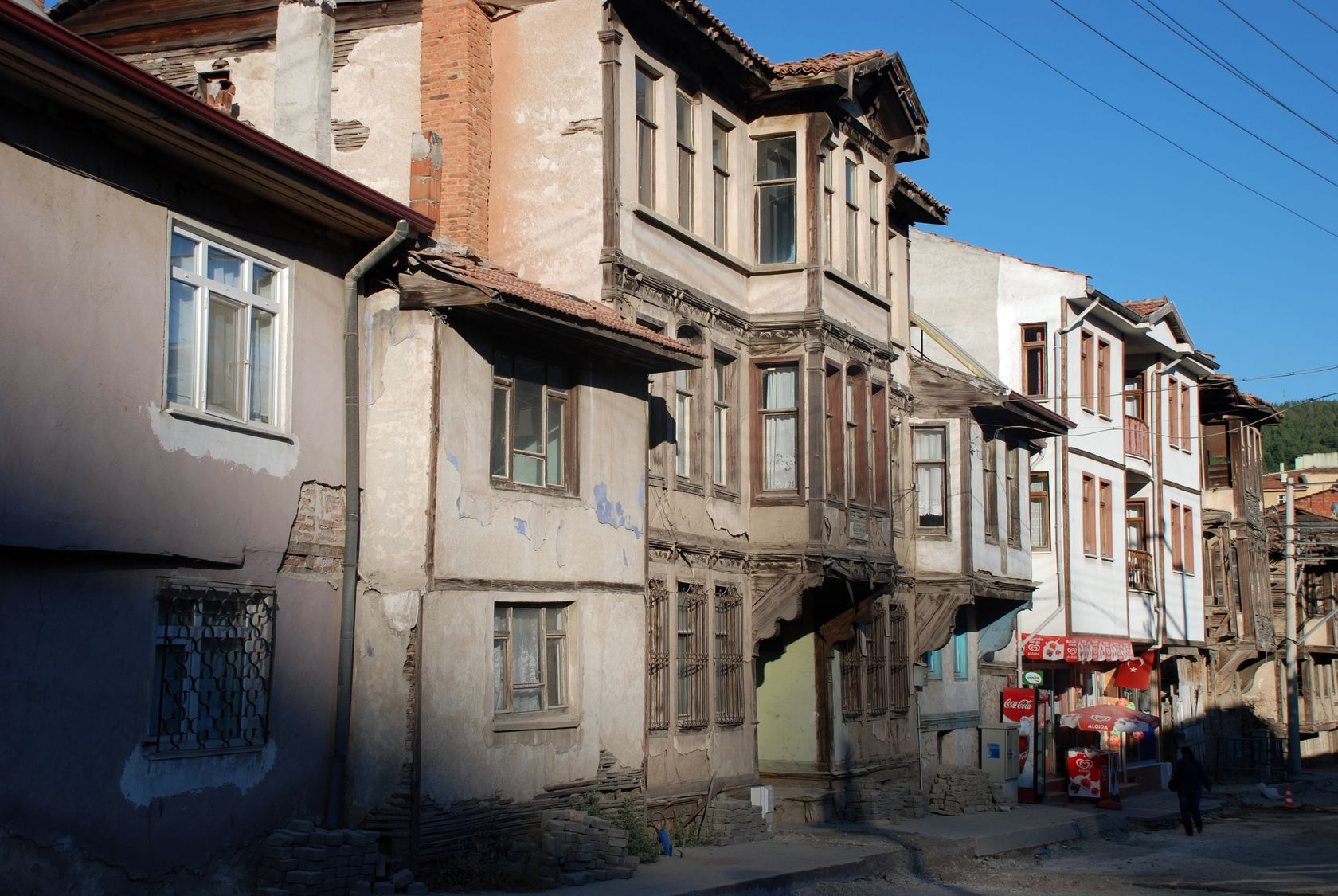
Altstadtgasse unterhalb der Burg mit einer renovierungsbedürftigen Häuserzeile aus osmanischer Zeit

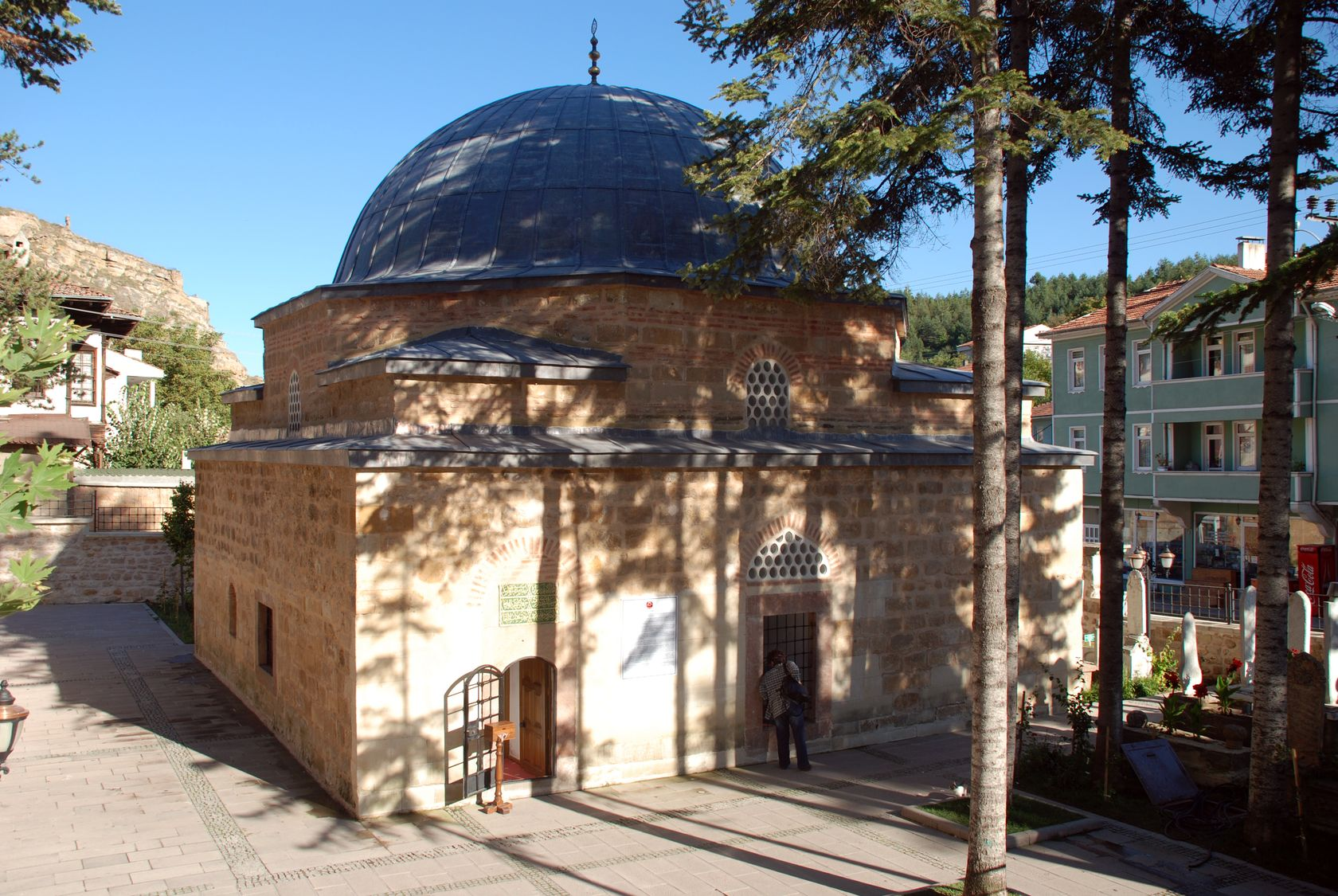
Pir Şeyh Şaban-i Veli Türbesi

### Stadtbild
Das Zentrum der Stadt bildet der quadratische, Nasrallah Meydanı genannte Platz vor dem Rathaus, dem ehemaligen Gouverneurssitz, den 1910 der Architekt Vedat Tek im historisierenden Stil entwarf. Von einem Aussichtshügel mit einem Uhrturm an seiner Spitze im Südosten des Platzes lässt sich die Innenstadt mit dem wenige Hundert Meter westlich gelegenen, 112 Meter hohen Burghügel überblicken. Von der unter den Komnenen im 11./12. Jahrhundert gegründeten Burg sind noch größere Teile der Außenmauern und von Bauten innerhalb erhalten oder wurden restauriert.
Die Hauptmoschee im Zentrum (Nasrallah Camii) aus dem Jahr 1506 geht auf eine Stiftung von Nasrallah Bey, einem städtischen Richter zurück. Neun Kuppeln überdecken einen quadratischen Betsaal. Der Reinigungsbrunnen ist sehenswert. Den Namen dieses Mannes trägt auch eine aus osmanischer Zeit stammende Brücke in der Nähe über den Gökırmak mit zwei unterschiedlich weiten Bögen. Die Atabeygazi Camii ist eine große, 1273 erbaute Moschee mit einem flachen Walmdach über einem rechteckigen Grundriss am Fuß des Burghügels.
Die meisten weiteren osmanischen Gebäude befinden sich ebenfalls auf der Westseite des Flusses dem Nasrallah Meydanı gegenüber. Hierzu gehört das Çifte Hamamı, ein Hamam mit zwei Dachkuppeln, eine davon über einem knappen oktogonalen Tambour. Ebenfalls erhalten sind zwei Hane, das Aşirefendi Hanı und das İsmail Bey Hanı. Letzteres gehört zum vorosmanischen Moschee-Komplex der Ismail Bey Külliyesi aus dem 15. Jahrhundert und liegt im Süden der Stadt. Eine phrygische Grabstätte in der Nähe wird „Felsenhaus“ genannt. Auf ihrem Giebel ist das Relief eines beidseits von Reittieren begleiteten Mannes zu sehen.
Ebenfalls in dem einfachen traditionellen Wohnviertel südlich der Burg befindet sich die besonders von Frauen verehrte Türbe des 1568/69 verstorbenen Pir Şeyh Şaban-i Veli. Die Männer besuchen die Moschee daneben, die zusammen mit der Türbe und sorgfältig restaurierten Wohngebäuden zur Anlage einer Tekke des Halveti-Sufiordens gehört.
Die heutige, schnell voranschreitende Stadterweiterung mit großen Wohnblocks erfolgt über eine Länge von etwa drei Kilometern in der Ebene entlang des Flusses nach Norden. Der Busbahnhof liegt fünf Kilometer vom Zentrum in dieser Richtung außerhalb auf freiem Feld. Der 1990 südlich der Stadt eingerichtete Flughafen Kastamonu Uzunyazı Havalimanı wurde nach seiner Eröffnung bis zur Wiedereröffnung im Juni 2013 nicht genutzt. Nach der Wiederöffnung ist eine regelmäßige Verbindung zum Flughafen Istanbul Atatürk vorgesehen.

### Landkreis
Der zentrale Landkreis grenzt im Norden an die Kreise Seydiler und Devrekani, im Osten an den Keis Taşköprü, im Süden an den Kreis Tosya, im Südwesten an die Kreise Ilgaz (Provinz Çankırı) und İhsangazi und im Westen an den Kreis Daday. Er ist der größte Kreis der Provinz und vereint auch die größte Einwohnerzahl (2020: 32,95 % der Provinzbevölkerung). Die Anzahl der Dörfer (Köy) ist mit 177 die höchste der Provinz. Im Durchschnitt bewohnen 155 Menschen jedes Dorf. Gölköy (705), Yukarıbatak (532) und Örencik (512 Einw.) sind die größten Dörfer, 65 weitere Dörfer haben ebenfalls mehr Einwohner als der Durchschnitt (155 Einw.). Kurucaören ist mit 41 Einwohnern das kleinste Dorf. Das Dorf Budamış ist seit 2018 ein Mahalle (Stadtviertel) der Provinzhauptstadt. Die Dörfer werden in drei Bucaks zusammengefasst: Bucak Merkez (90), Bucak Akkaya (32) und Bucak Kuzyaka (55 Dörfer).

### Klimatabelle
|                        | Jan  | Feb  | Mär  | Apr  | Mai  | Jun  | Jul  | Aug  | Sep  | Okt  | Nov  | Dez  |   |       |
| Mittl. Temperatur (°C) | −0,6 | 0,5  | 4,3  | 9,5  | 13,9 | 17,6 | 20,4 | 20,2 | 15,8 | 10,7 | 4,5  | 0,7  | ⌀ | 9,8   |
| Mittl. Tagesmax. (°C)  | 3,4  | 5,8  | 11,0 | 16,5 | 21,1 | 24,8 | 28,0 | 28,4 | 24,1 | 17,8 | 10,3 | 4,6  | ⌀ | 16,4  |
| Mittl. Tagesmin. (°C)  | −4,0 | −3,8 | −0,9 | 3,5  | 7,3  | 10,6 | 12,7 | 12,7 | 9,2  | 5,4  | 0,6  | −2,3 | ⌀ | 4,3   |
|                        |      |      |      |      |      |      |      |      |      |      |      |      |   |       |
| Niederschlag (mm)      | 29,2 | 27,9 | 33,8 | 53,9 | 70,2 | 70,4 | 39,7 | 33,6 | 31,4 | 39,7 | 33,1 | 37,4 | Σ | 500,3 |
|                        |      |      |      |      |      |      |      |      |      |      |      |      |   |       |
| Sonnenstunden (h/d)    | 2,2  | 3,5  | 4,6  | 5,6  | 7,2  | 8,2  | 9,5  | 9,4  | 7,1  | 5,3  | 3,4  | 1,7  | ⌀ | 5,7   |
|                        |      |      |      |      |      |      |      |      |      |      |      |      |   |       |
| Regentage (d)          | 12,4 | 11,0 | 12,3 | 13,7 | 14,4 | 12,2 | 7,1  | 6,3  | 6,6  | 9,8  | 10,4 | 12,6 | Σ | 128,8 |

| −4,0 |

| −3,8 |

| −0,9 |

| 3,5 |

| 7,3 |

| 10,6 |

| 12,7 |

| 12,7 |

| 9,2 |

| 5,4 |

| 0,6 |

| −2,3 |

| −4,0 |

| −3,8 |

| −0,9 |

| 3,5 |

| 7,3 |

| 10,6 |

| 12,7 |

| 12,7 |

| 9,2 |

| 5,4 |

| 0,6 |

| −2,3 |

## Bevölkerung

### Bevölkerungsentwicklung
Nachfolgende Tabelle zeigt den vergleichenden Bevölkerungsstand am Jahresende für die Provinz, den zentralen Landkreis und die Stadt Kastamonu sowie den jeweiligen Anteil an der übergeordneten Verwaltungsebene. Die Zahlen basieren auf dem 2007 eingeführten adressbasierten Einwohnerregister (ADNKS).

| Jahr | Provinz | Landkreis | Landkreis | Stadt | Stadt   |
| Jahr | absolut | %         | absolut   | %     | absolut |
| ---- | ------- | --------- | --------- | ----- | ------- |
| 2020 | 376.377 | 40,53     | 152.553   | 81,58 | 124.454 |
| 2019 | 379.405 | 39,93     | 151.500   | 81,86 | 124.018 |
| 2018 | 383.373 | 38,85     | 148.931   | 79,42 | 118.282 |
| 2017 | 372.373 | 39,14     | 145.754   | 80,09 | 116.737 |
| 2016 | 376.945 | 38,76     | 146.103   | 78,12 | 114.131 |
| 2015 | 372.633 | 37,82     | 140.944   | 78,69 | 110.908 |
| 2014 | 368.907 | 37,24     | 137.391   | 75,50 | 103.724 |
| 2013 | 368.093 | 36,05     | 132.710   | 74,19 | 98.456  |
| 2012 | 359.808 | 35,72     | 128.537   | 74,86 | 96.217  |
| 2011 | 359.759 | 34,96     | 125.787   | 74,21 | 93.347  |
| 2010 | 361.222 | 34,32     | 123.972   | 73,41 | 91.012  |
| 2009 | 359.823 | 33,31     | 119.867   | 71,82 | 86.085  |
| 2008 | 360.424 | 32,15     | 115.871   | 69,86 | 80.946  |
| 2007 | 360.366 | 32,00     | 115.332   | 69,87 | 80.582  |

### Volkszählungsergebnisse
Zu den Volkszählungen liegen folgende Bevölkerungsangaben über die Stadt, den Kreis, die Provinz und das Land vor:
| Region                   | 1965       | 1970       | 1975       | 1980       | 1985       | 1990       | 2000       |
| ------------------------ | ---------- | ---------- | ---------- | ---------- | ---------- | ---------- | ---------- |
| Stadt (Şehir)            | 23.485     | 29.338     | 29.993     | 35.464     | 46.986     | 51.560     | 64.606     |
| zentraler Kreis (Merkez) | 67.093     | 79.279     | 80.099     | 88.321     | 98.109     | 94.279     | 102.059    |
| Provinz (İl)             | 441.638    | 446.601    | 438.243    | 450.946    | 450.353    | 423.611    | 375.476    |
| Türkei                   | 31.391.421 | 35.605.176 | 40.347.719 | 44.736.957 | 50.664.458 | 56.473.035 | 67.803.927 |

## Geschichte
Die Region ist nach Funden, die sich in das 13. Jahrhundert v. Chr. datieren lassen, spätestens seit hethitischer Zeit besiedelt. Im 11. Jahrhundert wurde der Ort von den Rum-Seldschuken und anschließend von ihren Gegenspielern, den Danischmenden aus Sivas eingenommen. Der Name der Stadt leitet sich vermutlich von Castra Comneni („Festung der Komnenen“) her. So nannte sich im 12. Jahrhundert eine befestigte Residenz der Komnenen, einer herrschenden Adelsdynastie im Byzantinischen Reich. Die Stadt hieß zu dieser Zeit Kastamon (Κασταμών).
Im 14. und 15. Jahrhundert wird die Stadt im Zusammenhang mit dem Handel der Genueser Kolonien am Schwarzen Meer erwähnt. Nach dem Zusammenbruch des Sultanats von Rum befand sich Kastamonu zunächst unter der Herrschaft der Familie Çobanoğlu, 1309 wurde es von Candar erobert. Erstmals 1393 und dann endgültig ab 1459 gehörte Kastamonu zum Osmanischen Reich. In der Zwischenzeit hatten vom Mongolen Timur Lenk eingesetzte Regionalfürsten geherrscht. Im Osmanischen Reich war Kastamonu zunächst ein Sandschak, aus dem im 19. Jahrhundert das Vilâyet Kastamonu gebildet wurde.
Im 19. Jahrhundert soll ein Koch namens Hamdi aus Kastamonu erstmals einen türkischen Döner Kebab zubereitet haben.
Im August 1925 reiste der türkische Republikgründer Atatürk in die damals als besonders islamisch-konservativ geltende Provinz Kastamonu und hielt am 30. August von der Terrasse des heutigen Archäologischen Museums eine flammende Rede gegen das Tragen der orientalischen Kopfbedeckung Fes und forderte alle türkischen Männer auf, einen modernen Hut als Teil einer säkularen Staatsreform zu tragen.

## Sehenswürdigkeiten in der Umgebung
- Kasaba, Dorf 17 Kilometer nordwestlich mit einer nach-seldschukischen Holzsäulenmoschee von 1366
- Berg Ilgaz (Ilgaz Dağı) 2587 Meter, Wander- und Wintersportgebiet, etwa 40 Kilometer südlich
- Antike Stadt Pompeiopolis bei Taşköprü
- Ilgarini-Höhle, einer der längsten Höhlen in der Türkei

## Sport
Die Frauen des Kastamonu Belediyesi GSK spielen erfolgreich Handball.

## Söhne und Töchter der Stadt
- Latîfî (1491–1582), türkischer Biograph
- İsmail Hakkı Ketenoğlu (1906–1977), Richter, Präsident des Verfassungsgerichts der Türkei
- İsfendiyar Açıksöz (1929–2006), Fußballspieler
- Atilla Ateş (* 1937), General
- Murat Başesgioğlu (* 1955), Politiker und Staatsminister
- İskender Günen (* 1958), Fußballspieler
- Tuncay Akça (1963–2024), Film- und Fernsehschauspieler
- İbrahim Yumaklı (* 1969), Politiker

## Tageszeitungen
- Kastamonu Postası
- Kastamonu Nasrullah Gazetesi